# معركة مأرب (2015)
معركة مأرب هي معركة بين القوات العسكرية الموالية للرئيسي اليمني عبد ربه منصور هادي في محافظة مأرب ضد الحوثيون والجيش المؤيد لعلي عبد الله صالح. ويزحف المسلحين الحوثيين نحو منابع النفط الرئيسية في محافظة مأرب التي تعد المصدر الأبرز للنفط والغاز في اليمن.
في 7 أكتوبر استعادت قوات التحالف السيطرة على كامل مديرية صرواح آخر معاقل الحوثيين في المحافظة، وقال قائد قوات التحالف في جبهة مأرب، العميد الركن علي سيف الكعبي، «إن تحرير صرواح قطع الإمدادت عنهم».  وأعلنت قوات التحالف تحرير كامل محافظة مأرب. ولكن الاشتباكات استمرت في غربي صرواح.

## خلفية
كانت قبائل محافظة مأرب من أوائل القبائل اليمنية التي تزعمت المقاومة الشعبية ضد المسلحين الحوثيين وشكلوا جبهة مقاومة مسلحة تعد الأقوى في البلاد، وتمترسوا في مداخل وحدود المحافظة، فيما يسمى قبلياً بـ «المطارح» منذ اجتياح المسلحين الحوثيين للعاصمة صنعاء في 21 سبتمبر 2014.
في الاشتباكات اللاحقة أعلن قادة اللواء 112 مشاة في مأرب تأييدهم للشرعية.

## معارك
قتل ستة من القبائل خلال معارك مع المقاتلين الحوثيين في 22 مارس.
في 12 يونيو 2015 سيطرت المقاومة الشعبية على «منطقة الدش» في محافظة مأرب وسط اليمن، وهو المواقع الرابع الذي يتم السيطرة عليه في مواجهات اندلعت مساء الخميس 11 يونيو واستمرت حتى الجمعة، وأسفرت المواجهات عن مقتل 5 حوثيين وإصابة 4 آخرين، ومقتل أحد مقاتلي المقاومة وإصابة آخرين.
في 20 يونيو 2015 قتل 15 من مقاتلي الحوثي بالإضافة إلى أربعة من مقاتلي القبائل في اشتباكات اندلعت صباح السبت.
في 30 أغسطس 2015 دخلت إلى محافظة مأرب من منفذ الوديعة الحدودي عشرات الدبابات من نوع إم1 أبرامز والعربات وناقلات الجند والأسلحة الثقيلة منها «راجمة الصواريخ جهنم» ومدافع، وطائرات أباتشي حطت في مطار مأرب وشوهدت منظومة دفاع جوي بانتسير-اس1 في مأرب .

### سبتمبر
في صباح يوم الجمعة 4 سبتمبر قتل 92 جندي من قوة التحالف المتمركزة في مأرب، بينهم 45 جندي إماراتي و32 يمنيين و10 سعوديين و5 بحرينيين، في معسكر اللواء 107 مشاة بمنطقة صافر في محافظة مأرب، وذلك عند قصفه من قبل الحوثيين بصاروخ أرض-أرض من نوع توشكا أطلق من صحراء محافظة شبوة، وكان 5 جنود أماراتيين قد قتلوا مسبقاً في اليمن. وقالت وزارة الدفاع اليمنية أن خيانة عسكرية من قبل أفراد وضباط أعلنوا ولاءهم للشرعية ولكنهم لا زالوا يدينون بالولاء للحوثيين وصالح في محافظة شبوة، كانت السبب وراء الحادثة.
في 13 سبتمبر بدأت قوات التحالف والمقاومة هجوم شامل في المحورين الشمالي والغربي من محافظة مأرب لإستعادة المناطق التي تخضع لسيطرة الحوثيين، وهاجمت القوات مواقع الحوثيين في مناطق الجفينة والفاو وزاد الراء شمال غرب محافظة مأرب.
في 14 سبتمبر شاركت طائرات الأباتشي التابعة للتحالف العربي في قصف «حمة المصارية» جنوب غربي مأرب التي يتمركز فيها الحوثيون، واستعاد الجيش وقوات التحالف السيطرة على تبة المصارية في مديرية صرواح. وحاصرت قوات من الجيش معسكر اللبنات على حدود محافظة الجوف.
تقدمت القوات في 18 سبتمبر في المحورين الشمالي والغربي في محافظة مأرب، واستعادت 4 تلال إستراتيجية في منطقة صرواح غربي مأرب. وفي اليوم التالي تقدمت القوات نحو مركز المحافظة وأندلعت اشتباكات في الجبال المحيطة بسد مأرب.
في 26 سبتمبر وصل ألف جندي يمني تلقوا تدريبا مكثفا في السعودية إلى محافظة مأرب شمال شرقي اليمن في إطار الاستعداد لمعركة برية ضد الحوثيين وحلفائهم.
في 29 سبتمبر  تقدمت قوات التحالف في منطقتي الجفينة وسد مأرب، واستعادت السيطرة على سد مأرب والتلال المحيطة به، 

### أكتوبر
بحلول 5 أكتوبر سيطرت قوات التحالف على تبة المصارية ومنطقة سد مأرب والتبة الحمرا وتبة القناصة، وسيطرت على معسكر كوفل في صرواح بمأرب،  و ومزارع الفاو والجفينة والإشراف المحاذية لمحافظة صنعاء.
في 7 أكتوبر استعادت قوات التحالف السيطرة على كامل مديرية صرواح آخر معاقل الحوثيين في المحافظة، وقال قائد قوات التحالف في جبهة مأرب، العميد الركن علي سيف الكعبي، «إن تحرير صرواح قطع الإمدادت عنهم».  وأعلنت قوات التحالف تحرير كامل محافظة مأرب.
اندلعت صباح الخميس 15 أكتوبر اشتباكات عنيفة في محافظة الجوف في منطقة براقش الواقعة على المثلث الفاصل بين محافظات الجوف ومأرب وصنعاء.
تمكن الجيش مدعوماً بالمقاومة الشعبية والتحالف العربي في محافظة مأرب شرقي صنعاء في 17 ديسمبر من السيطرة على «معسكر ماس» ونقطة الجميدر ونقطة حلحلان و«وادي الخانق» جنوبي منطقة «مفرق الجوف» الفاصل بين محافظتي الجوف ومأرب وتعتبر آخر معاقل الحوثيين في مأرب، والتقدم داخل محافظة الجوف.

## الألغام
بعد سيطرة القوات الحكومية على أغلب محافظة مأرب، بدأت فرق متخصصة بنزع ما قدر ب17,000 لغم زرعه الحوثيين في مأرب.

## اطلاق الصواريخ البالستية على مأرب
منذ تمكن القوات الحكومية من إخراجهم منها، تعتبر مدينة مأرب الأكثر استهدافاً بالصواريخ البالستية من مليشيا الحوثي وصالح، حيث بلغت عدد الصواريخ التي أسقطتها الدفاعات الجوية في مدينة مأرب خلال الفترة من 20 أكتوبر وحتى 30 أكتوبر 2016، 13 صاروخاً بالستياً حسب القوات الحكومية.